# 孟令哲
孟令哲（1998年4月16日—），中国男子摔跤运动员，2023年亚洲摔跤锦标赛男子古典式130公斤级银牌得主、2022年亚洲运动会男子古典式130公斤级银牌得主。2024年巴黎奥运会男子古典式摔跤130公斤级铜牌得主。